# June Haver

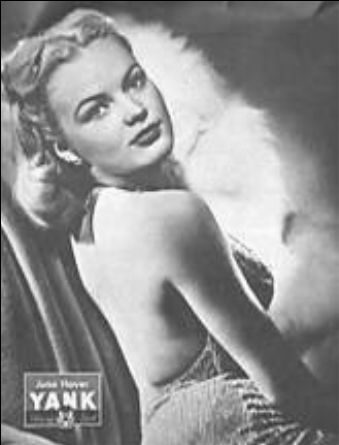
Haver in het Amerikaanse tijdschrift "YANK" in 1945

June Haver, geboren als Beverly June Stovenour (Rock Island (Illinois), 10 juni 1926 - aldaar, 4 juli 2005) was een Amerikaans actrice.

## Carrière
Haver begon haar carrière op de leeftijd van zes jaar, toen ze zong in het theater. Nadat ze als tiener regelmatig in bands zong, trad ze ook met Ted Fio Rito op. Als resultaat hiervan, nam 20th Century Fox haar in 1943 aan en kreeg ze haar eerste grote rol in de film Home in Indiana (1944). In hetzelfde jaar was ze te zien in een film met Fred MacMurray, met wie ze later zou trouwen.
Ondanks het feit dat Haver hoopte de nieuwe Betty Grable te worden (zo kreeg ze de bijnaam "Pocket Grable"), werd haar filmcarrière al na weinig films beëindigd. Nadat haar verloofde in 1952 stierf, keerde ze zich naar de Rooms-Katholieke Kerk en werd ze een non.
Echter, rond dezelfde tijd kreeg ze een relatie met MacMurray, Hollywoods meest conservatieve man. Ze trouwden in 1954 en kregen twee dochters. Haver bleef getrouwd met hem tot zijn dood in 1991.
Op aanmoediging van haar vriendinnen Ann Miller en Ann Rutherford werd Haver op 75-jarige leeftijd lid van de Academy of Motion Picture Arts and Sciences. Uiteindelijk kreeg ze voor haar contributies aan de film een ster op de Hollywood Walk of Fame. In 2005 stierf Haver.

## Filmografie
- 1941:Skyline Serenade
- 1942:Tune Time
- 1943:The Gang's All Here
- 1944:Home in Indiana
- 1944:Irish Eyes Are Smiling
- 1945:Where Do We Go from Here?
- 1945:The Dolly Sisters
- 1946:Three Little Girls in Blue
- 1946:Wake Up and Dream
- 1947:I Wonder Who's Kissing Her Now
- 1948:Scudda Hoo! Scudda Hay!
- 1949:Look for the Silver Lining
- 1949:Oh, You Beautiful Doll
- 1950:The Daughter of Rosie O'Grady
- 1950:I'll Get By
- 1951:Love Nest
- 1953:The Girl Next Door

- Bibliothèque nationale de France: cb13926153v (data)
- Gemeinsame Normdatei: 1075335469
- International Standard Name Identifier: 0000 0000 4039 8579
- Library of Congress Control Number: no94044077
- Système universitaire de documentation: 088615499
- Virtual International Authority File: 22329856
- WorldCat: E39PBJdgV8x3CQx8PpYkThfKBP